# 鷹馳實業
鷹馳實業有限公司（除牌當時為0147.HK）-- 前香港交易所主版上市公司，是從新報的新系集團換取上市的，主要業務生產紡織等，以及物業投資。當時主要股東江茂森兒子江可伯。
2007年，其後由於發生財政問題，加上行業競爭激烈，於是在2008年出售給袁亮，現時為超越集團之今。

## 外部連結
- 鷹馳實業資料（页面存档备份，存于）